# G Legend
G Legend（ジー・レジェンド）は、日本で開かれる女子プロボクシング興行である。現在は日本国内で女子プロボクシングを司る東日本ボクシング協会女子委員会によるブランド名としても使用されている。歴代委員長は熊谷コサカボクシングジム会長の小坂裕己～青木ボクシングジム会長の有吉将之。
日本ボクシングコミッション（JBC）が女子を公認した翌年の2008年以来、2012年を除き年1回後楽園ホールで「G Legend」興行が開催されていたが、2014年限りで終了した。スカイ・A sports+で録画中継が行われいた（第5回除く）。

## G Legend JPBA女子プロボクシング立上げ記念興行
2008年5月9日、日本プロボクシング協会（JPBA）主催により、JBC管轄下で初の女子ボクシング興行として開催された。
- 当初は男子の興行の中に挟む形で開始する予定だったが、男女で試合運営上の違いが多いため女子のみで開くことになった[2]。ただし、それ以降は各ジム主催により男女混合で行われている。
- 2月28日と3月4日のプロテスト合格者の中から出場者が決められた。2007年まで存在した日本女子ボクシング協会（JWBC）やアマチュアで活躍した選手が多い。
- メインイベントはJWBC時代のエースであった風神ライカとアマチュア世界選手権銀メダリストのナタリー・ブラウンによる6回戦であった。試合はライカの2-0判定勝利となったが、ブラウンは判定を不服として抗議した。
- なお、この興行に先駆け、4月26日にカンボジアで江畑佳代子がサムソン・ソー・シリポンの持つWBC女子世界ライトフライ級王座に挑戦した試合が組まれており、これがJBC公認後最初の公式戦であり、「G Legend」はそれに続くものである。

### 結果
アトム級
- ×小林悠梨（真正） 判定 大内さくら（シャイアン山本）○

アトム級
- ○野口智代（ジャパンスポーツ） 判定 越石優（山神）×

55.8kg契約
- ○藤本奈月（セレス） 判定 三好喜美佳（新田）×

ミニフライ級
- ×伊藤まみ（イマオカ） 3回負傷判定 伊藤知子（シャイアン山本）○

ミニフライ級
- ○小関桃（青木） 判定 久保真由美（KG大和）×

ミニフライ級
- ×リリー・ラチャプラチャジム（ タイ） 判定 夛田悦子（フュチュール）○

バンタム級
- ○天空ツバサ（山木） 5回TKO 菊川未紀（緑）×

ミニフライ級
- ×天心アンリ（山木） 2回TKO 富樫直美（ワタナベ）○

フライ級
- ○藤本りえ（協栄） 判定 四ヶ所麻美（フラッシュ赤羽）×

62kg契約
- ○風神ライカ（山木） 判定 ナタリー・ブラウン（ アメリカ合衆国）×

## G Legend 2
2009年6月26日、G Legend 2実行委員会主催により開催された。
- メインイベントではOPBF東洋太平洋女子ライトフライ級王座決定戦が行われた。なお、OPBFは同年より女子王座認定を開始しており、この試合が国内初となる東洋太平洋女子タイトルマッチであった。
- 試合に先立ってプロテストも一般公開の元で実施され、アマチュア世界選手権出場歴のある藤岡奈穂子らが合格した。

### 結果
フライ級
- ○石川範子（イマオカ） 3回TKO 木下春江（東海）×

バンタム級
- ×カイ・ジョンソン（竹原&畑山） 判定 稲元真理（熊谷コサカ）○

ミニフライ級
- ○伊藤まみ（イマオカ） 1回TKO 片山由美（東海）×

アトム級
- ×黒木優子（関） 判定 柴田直子（ワールドスポーツ）○

フライ級
- ○山口直子（白井・具志堅） 2回TKO 菊川未紀（東海）×

スペシャルエキシビションマッチ
- 富樫直美（ワタナベ） 勝敗なし 小関桃（青木）

OPBF東洋太平洋女子ライトフライ級王座決定戦
- ○菊地奈々子（白井・具志堅） 判定 江畑佳代子（ワタナベ）×

## G Legend 3
2010年12月15日に東日本ボクシング協会主催により開催。
- 同年より導入されたプロトライアルマッチ（3回戦の準公式試合）も前座として4試合組まれた。
- メインイベントはOPBF東洋太平洋女子ミニフライ級タイトルマッチであった。

### 結果

#### プロトライアルマッチ
アトム級
- ○橋本由貴子（神拳阪神） 1回TKO 井上誓子（ワタナベ）×

バンタム級
- ×比嘉由希子（川崎新田） 判定 磯野真穂（三迫）○

スーパーフェザー級
- ○小林聡子（白井・具志堅） 1回TKO アリス・ライト（ヨネクラ）×

ミニフライ級
- ×黒田陽子（花形） 判定 相川周子（ワールドスポーツ）○

#### 公式戦
52kg契約
- ○千葉とも子（ワールドスポーツ） 判定 氷室笑香（レパード玉熊）×

ミニフライ級
- ○斉藤ちなつ（大橋） 判定 久保真由美（KG大和）×

アトム級
- ○宮尾綾香（大橋） 判定 小林悠梨（グリーンツダ）×

バンタム級
- ×カイ・ジョンソン（竹原&畑山） 判定 石川範子（イマオカ）○

OPBF東洋太平洋女子ミニフライ級タイトルマッチ
- ○藤岡奈穂子（竹原&畑山） 判定 柴田直子（ワールドスポーツ）×

## BMJアディダス G Legend 4
2011年11月30日に東日本ボクシング協会女子委員会主催により開催。今大会はアディダスとスポンサー契約を結び、大会名を「BMJアディダス G Legend 4」とするとともに世界戦はアディダス製グローブを使用（アンダーカードはウイニング製）。
- G Legendとしては初めて世界タイトルマッチが組み込まれ、ダブル世界戦として行われる。当初は天海ツナミ（山木）のWBA女子世界スーパーフライ級タイトルマッチも合わせたトリプル世界戦を予定していたが、天海の欠場によりダブル世界戦となった[3]。
- その他、OPBF東洋太平洋ライトフライ級タイトルマッチも組まれた。

### 結果

#### プロトライアルマッチ
スーパーフライ級
- ○浅見朋美（本庄） 判定 佐藤理絵（熊谷コサカ）×

60kg契約
- ○中岩由香里（川島） 3回TKO 高橋香名子（宮田）×

#### アンダーカード
スーパーライト級
- ○佐藤由紀（ミナノ） 判定 ノンマイ・ムエタイガーデンホアヒン（タイ）×

スーパーフライ級
- ○氷室笑香（レパード玉熊） 判定　一三三摩利那（竹原&畑山）×

ライトフライ級
- ○江畑佳代子（ワタナベ） 判定 マイムアン・シットクルシン（タイ）×

OPBF東洋太平洋ライトフライ級タイトルマッチ
- ○柴田直子（ワールドスポーツ） 判定 小田美佳（宮田）×

#### ダブル世界戦
WBC女子世界ライトフライ級タイトルマッチ
- ○富樫直美（ワタナベ） 判定 孫抄弄（ 韓国）×

WBC女子世界アトム級タイトルマッチ
- ○小関桃（青木） 10回負傷判定 伊藤まみ（イマオカ）×

## G Legend 5
2013年3月3日に開催。この大会からは毎年3月3日に開催される。
- 今大会はトリプル世界戦として開催することが発表されている[4]。
- また、アンダーカードとして新たに創設されたG Legendチャンピオンシップ（後述）の決定戦も行う[1]。

### 結果

#### プロトライアルマッチ
- ×大空ヒカル（アルファ＝旧・山木） 1回TKO  ○磯野真穂（三迫）○

#### アンダーカード
スーパーフライ級
- ×石田しほり（アルファ） 1回TKO 大石久美（ワタナベ）○

#### G Legendチャンピオンシップ
ライトフライ級
- ○江畑佳代子（ワタナベ） 5回TKO ヨクファー・シットクルシン（タイ）×

ミニフライ級
- ○池原シーサー久美子（フュチュール） 判定 花形冴美（花形）×

#### トリプル世界戦
WBC女子世界ライトフライ級王座決定戦
- ○イベス・サモラ（ メキシコ） 判定 柴田直子（ワールドスポーツ）×

WBA女子世界ミニマム級タイトルマッチ
- ○多田悦子（フュチュール） 判定 黒木優子（YuKO）×

WBC女子世界アトム級タイトルマッチ
- ○小関桃（青木） 判定 マリア・ヒメネス（メキシコ）×

## G Legend 6
2014年3月3日に開催。
- 今大会は前回同様トリプル世界戦として開催。

### 試合

#### プロトライアルマッチ
48.0kg契約
- 井上誓子 vs 関歩夢

47.0kg契約
- 林愛 vs 黒田陽子

#### アンダーカード
フライ級
- ○日向野知恵（S蓮浄院） 判定 磯野真穂（三迫）×

ライトフライ級
- ○古川夢乃歌（ワタナベ） 2回TKO 一三三麻里那（角海老宝石）×

#### G Legendチャンピオンシップ
スーパーフライ級
- ×小澤瑶生（フュチュール） 2回TKO カイ・ジョンソン（竹原&畑山）○

#### トリプル世界戦
IBF女子世界ライトフライ級タイトルマッチ
- ○柴田直子（ワールドスポーツ） 判定 グアダルペ・マルティネス（ メキシコ）×

WBC女子世界アトム級タイトルマッチ
- ○小関桃（青木） 9回TKO アンゴー・ワンソンチャイジム（ タイ）×

WBA女子世界ライトミニマム級タイトルマッチ
- ○宮尾綾香（大橋） 5回KO ブアンゲルン・ワンソンチャイジム（ タイ）×

## G Legendランキング
東日本ボクシング協会女子委員会では独自のランキング「G Legendランキング」を2011年11月5日に選定、2012年2月6日より正式運用を開始した。
ランキング対象は地域協会（東日本・北日本・中日本・西日本・西部日本）問わずJBC女子ボクサーライセンスを持つ者。そのうち、WBA・WBC・IBF・WBO（ユース含む）・OPBF各チャンピオンを除いた選手がランカーに連ねている。2012年4月末現在アトム級からライト級まで運用。女子の場合まだ選手層が薄いため世界ランカー、さらに1勝以上のC級ボクサーも含めて作成されているが、選手の大半がアトム級のため5位以下が公表されていない階級が存在する。ランキングは基本2ヶ月ごとに更新。
2017年5月よりJBCと合同で作成する「日本女子育成ランキング」が開始された。

## G Legendチャンピオンシップ
2013年にG Legendランキングを基にした「G Legendチャンピオンシップ」が創設される。
初年度は2月9日に大阪で行われるアトム級の岩川美花 vs 山田真子、スーパーフライ級の小澤瑶生 vs 玉森麻保が最初のG Legendチャンピオンシップとなり、それぞれ勝利した山田と小澤が日本王者となった。3月3日にもG Legendチャンピオンシップ2試合が開かれたが、江畑佳代子は予定されていた対戦相手がキャンセルされたため、タイ人選手との試合結果が評価されての認定という形となった。
G LegendチャンピオンシップはJBC公式のタイトルではなく男子の最強後楽園や全日本新人王決定戦のように年度ごとに執り行われる。2013年度は各階級4人以上のトーナメント形式として、11月28日の大橋ジム主催興行より開始、2014年3月3日の「G Legend」で決勝戦を予定している。このためチャンピオンとなってもランキングは維持される。
なお、G Legendチャンピオンシップは6回戦で行っていた。
2017年9月、JBC公認の女子日本王座が創設された。

## 備考
2013年より東日本協会直轄興行以外でもG Legendを冠する興行が行われている。ただし、女子限定とは限らない。
G Legend以外の女子限定興行としては、大阪でフュチュール主催興行が開かれていたが、2013年より同ジムが男子も受け入れているため限定ではなくなった（加盟当初の2008年も西日本協会ジムの協力で男子の試合を挿入していた）。
2011年5月8日に後楽園ホールで女子トリプル世界戦をメインとする女子限定興行が開かれているが、こちらはワタナベジム主催でありG Legend興行ではない。
2016年からはDANGAN主催により当イベントを実質継承した「DANGAN Ladies」、2018年からは「Victoriva」として年2回程度開催している。